# Ana Teresa Diego
Ana Teresa Diego   (Bahía Blanca, 5 de novembre de 1954 - 1976) va ser una estudiant argentina d'astronomia desapareguda per la força per la dictadura militar de l'Argentina durant la Guerra Bruta el 30 de setembre de 1976. L'asteroide 11441 Anadiego porta ara el seu nom.
Es va graduar a l'Observatori Astronòmic de La Plata com a estudiant als anys 70. El 1975 va morir el seu pare, un matemàtic que treballava a la Universidad Nacional del Sur, a qui els militants recordaven com "un dels primers professors en els quals podia confiar el moviment estudiantil de Bahia". La seva mare, Zaida Franz, va ser membre fundadora de les mares de la plaça de maig i va participar en les primeres reunions de familiars a Bahía Blanca dels desapareguts i les primeres Marxes de les mares del moviment a La Plata.
En el discurs inaugural del seu segon mandat, la presidenta argentina Cristina Fernández de Kirchner va recordar Diego i la va relacionar amb una fotografia de la detenció del futur president brasiler, Dilma Rousseff, dient: "Avui Dilma ocupa la presidència d'un dels països més importants del món, potser aquesta jove Ana Teresa Diego podria haver estat asseguda al mateix lloc que jo ".
Ana Teresa va ser segrestada i assassinada de manera resumida per la Junta Militar de l'Argentina a la zona del Bosc de la Plata per la seva pertinença a la Federación Juvenil Comunista. Mentre Teresa sortia de les instal·lacions de la Federació de Joventuts Comunistes a la zona El Bosque de La Plata al migdia, el 30 de setembre de 1976, va ser atacada i segrestada per una banda d'homes que va sortir de dos Fiats sense matrícula. Abans de ser col·locada en un dels dos cotxes, va cridar el seu nom per a que fossin testimonis de l'agressió i els seus agressors van assaltar el seu apartament. En dues ocasions, Teresa va ser vista detinguda al Pozo de Arana i la Brigada de Quilmes, ambdues instal·lacions controlades per Ramón Juan Alberto Camps.